# Palacio Dassen

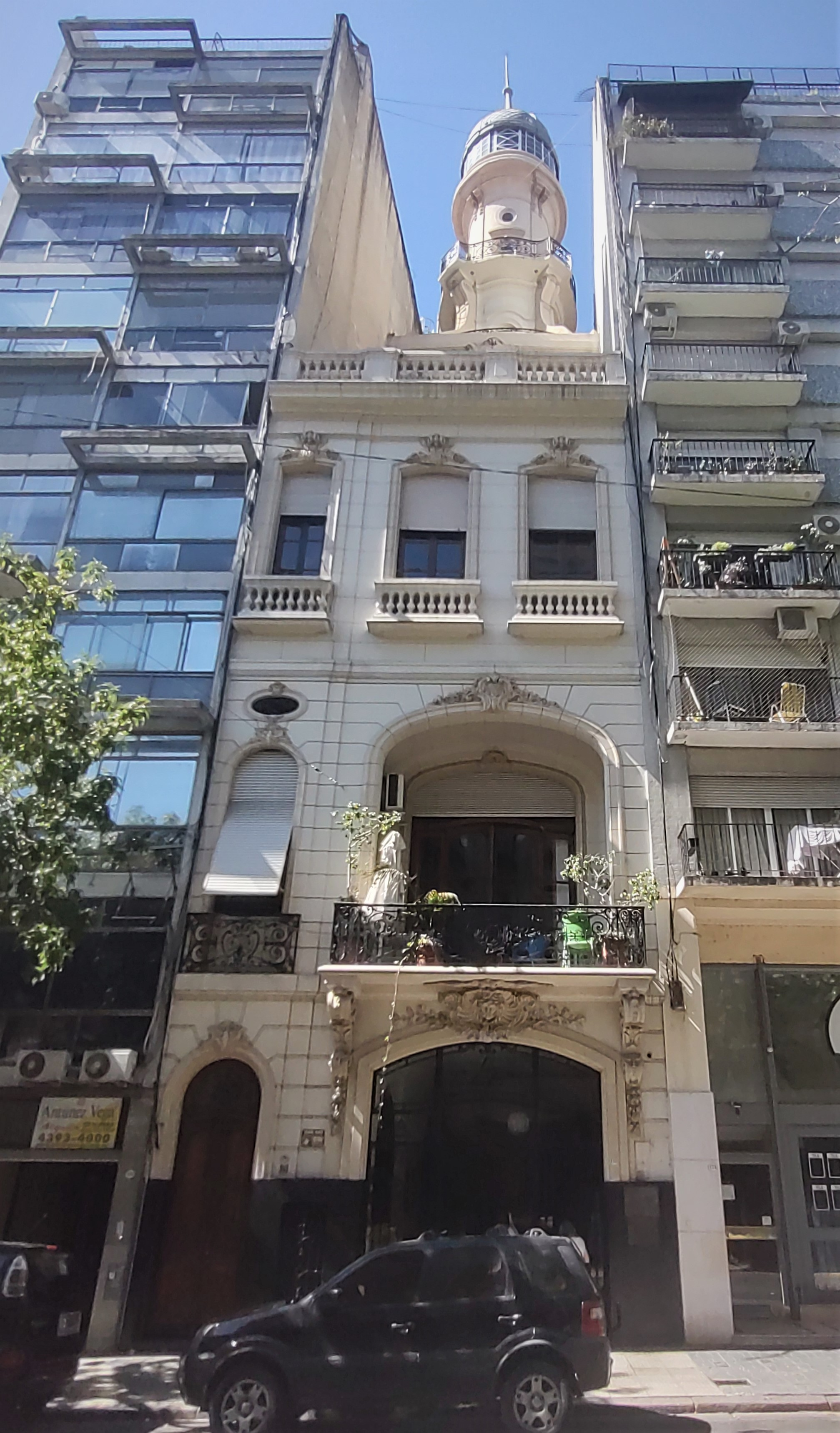
Palacio Dassen

El edificio denominado Palacio Dassen, es un Monumento Histórico Artístico Nacional de la Argentina que se halla en la ciudad de Buenos Aires, en la calle Adolfo Alsina, en el barrio de Monserrat. Se construyó en 1914 por obra del arquitecto Alejandro Christophersen conjuntamente con su colega Claro Cornelio Dassen como una vivienda familiar con local comercial en la parte baja y una torre de 60 metros de altura con fines astronómicos.

## Descripción

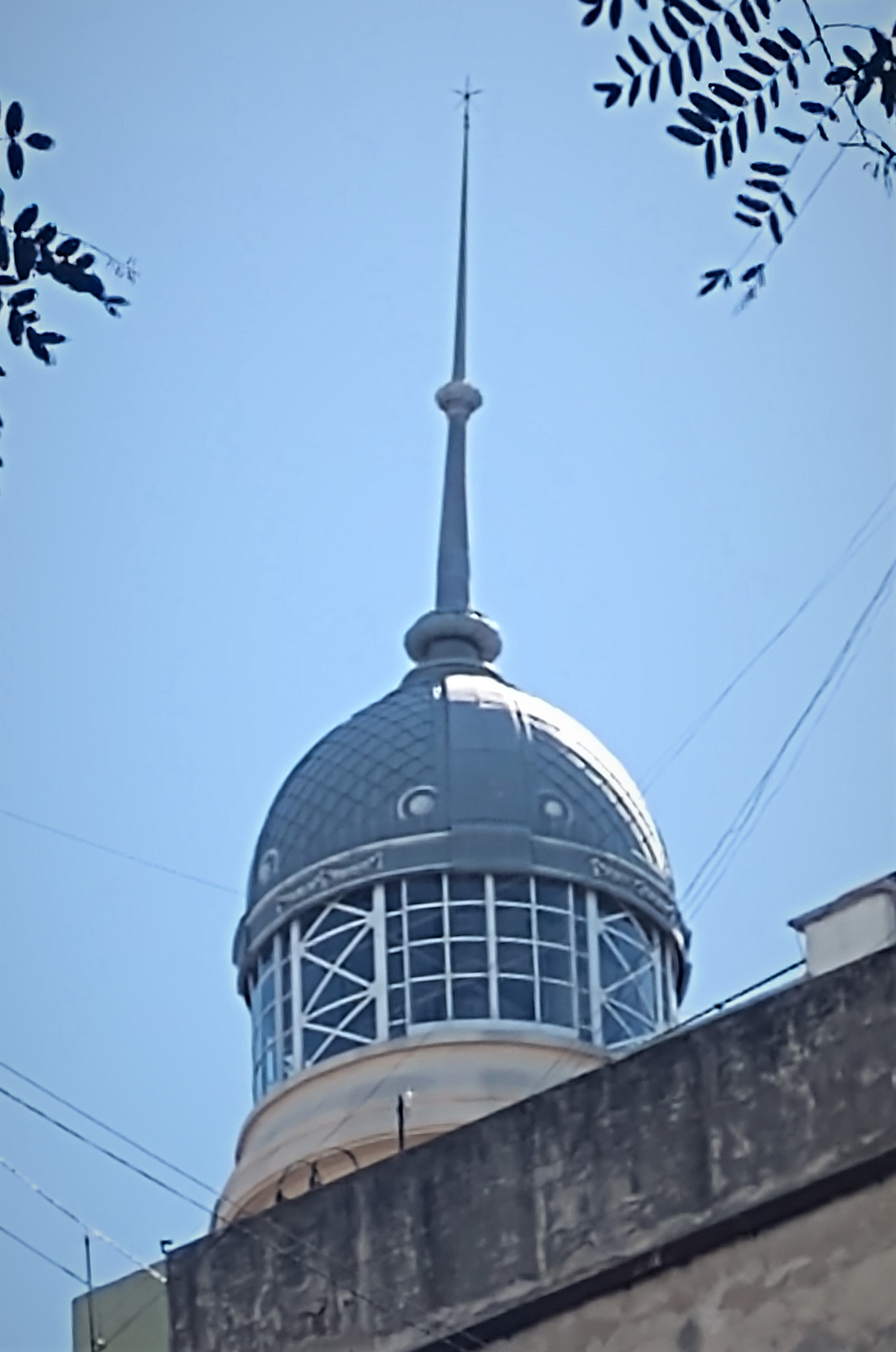
La cúpula.

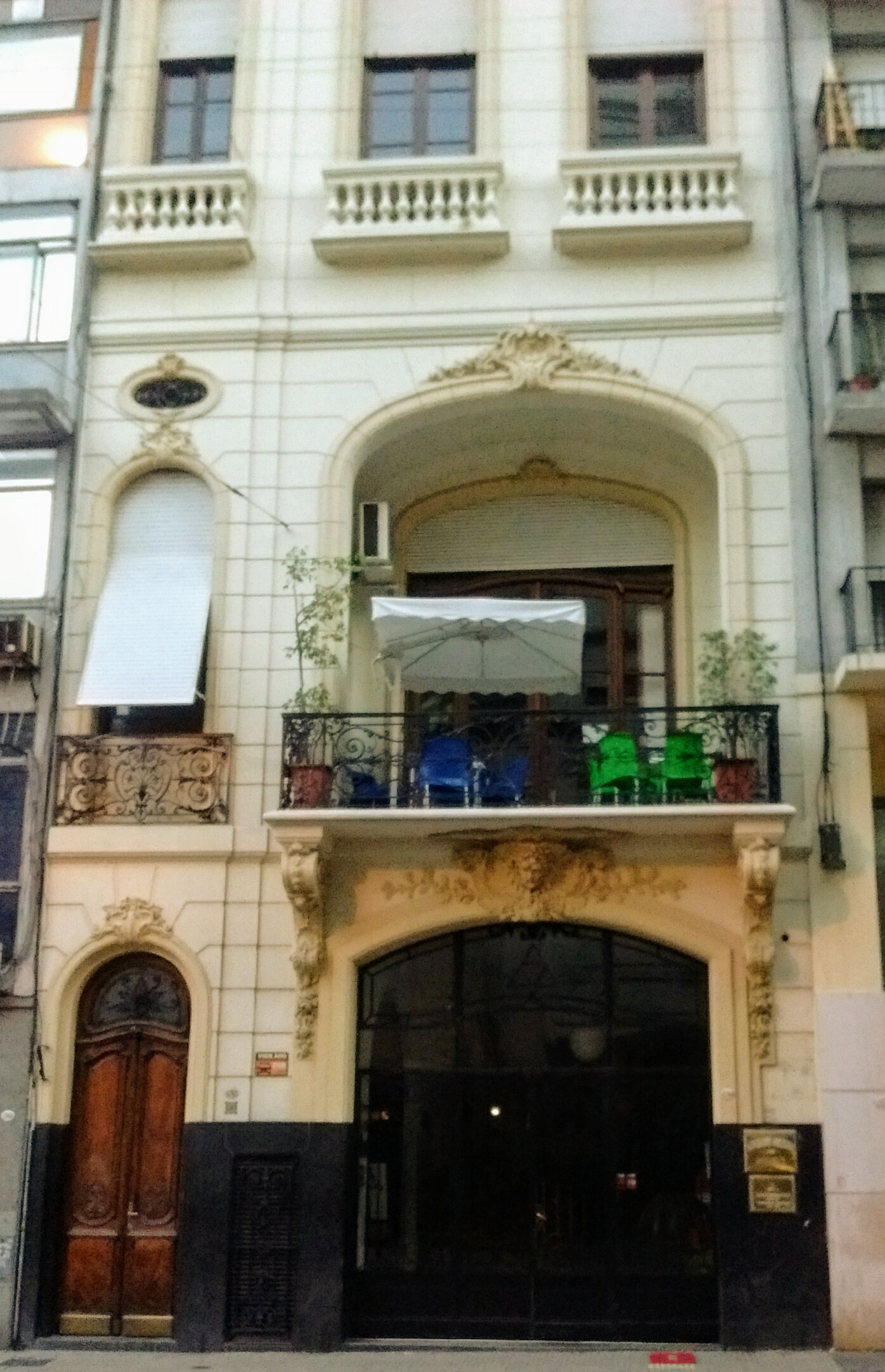
Sede de la Asociación Argentina de Actores.

Se halla en la calle Adolfo Alsina n°s 1762/1764/1766 (entre las calles Solís y Entre Ríos), sobre un terreno de 423 metros cuadrados (55,66 m de fondo por 7,6 metros entre medianeras). A su torre "observatorio astronómico", de casi 60 m de altura, se llega por una escalera de 365 escalones.
El edificio posee una imponente lucerna ubicada sobre el hall central del primer piso. La utilización de paños de ladrillos de vidrio en todas las losas, inclusive la del sótano, permiten la llegada de luz natural tamizada a través de todos los pisos. El antiguo observatorio astronómico, al que se accede por una escalera de 365 peldaños, posee una gran riqueza arquitectónica que remata un conjunto de notable eclecticismo.

## Historia
Obra del arquitecto noruego Alejandro Christophersen con colaboración del ingeniero Claro Cornelio Dassen, su construcción data de 1914.
Nació como vivienda unifamiliar con un local en planta baja para venta de automóviles. La torre, que en aquellos años sobresaldría notoriamente sobre las bajas construcciones del barrio de Montserrat, fue concebida como mirador hacia el río, y como observatorio astronómico particular. A la muerte de Claro Dassen (1941) el edificio fue vendido al estado y alojó dependencias de la Secretaría de Trabajo y Previsión.
A inicios de la década de 1960, se transformó en un local destinado a la industria textil. Y desde 1983 es sede de la Asociación Argentina de Actores.
Es Monumento Histórico Artístico Nacional de la Argentina desde el año 1999, según ley n° 25.176.